# Église Saint-Rufin-et-Saint-Valère de Coulonges
L'église Saint-Rufin-et-Saint-Valère est une église située à Coulonges-Cohan, en France.

## Localisation
L'église est située sur la commune de Coulonges-Cohan, dans le département de l'Aisne.

## Historique
L'église est placé sous le vocable de Rufin et Valère, martyrs chrétiens du IIIe siècle, dans la région de Soissons.

## Protection
Le monument est classé au titre des monuments historiques en 1920.